# Vacanță cu Andel
Vacanță cu Andel (titlul original: în cehă Dovolená s Andělem) este un film de comedie cehoslovac, realizat în 1952 de regizorul Bořivoj Zeman, protagoniști fiind actorii Jaroslav Marvan, Josef Pehr, Josef Kemr, Vladimír Ráž.

## Distribuție
- Jaroslav Marvan – Gustav Anděl
- Josef Pehr – Mašek
- Josef Kemr – Bohouš Vyhlídka
- Vladimír Ráž – Pavlát
- Jana Dítětová – Pavlátová
- František Dibarbora – Štefan Pálka
- Běla Jurdová – conferențiar Lída
- Stanislava Seimlová – Marienka
- Vladimír Řepa – Herzán
- Rudolf Princ – administratorul
- Alena Vránová – profesoara Marie Dobesová
- Eva Foustková – Kazdová
- Růžena Šlemrová – Pichlová
- Josef Hlinomaz – Jeřábek
- Antonín Vilský – Stehlík
- Marie Norrová – Stehlíková
- Josef Příhoda – Vošahlík
- Anna Kadeřábková – Řeháková
- Božena Slavíčková – funcționarul de la poștă